# أرماندو كاستيلو
أرماندو كاستيلو (بالإسبانية: Armando Castillo)‏ هو دراج غواتيمالي، ولد في 20 مايو 1932، وتوفي في 2 فبراير 2006.

## وصلات خارجية
- أرماندو كاستيلو على موقع أرشيف الدراجات (الإنجليزية)
- أرماندو كاستيلو على موقع أوليمبيديا (الإنجليزية)